# Málaš
Málaš (ungarisch Málas) ist eine Gemeinde im Westen der Slowakei mit 495 Einwohnern (Stand 31. Dezember 2024), die zum Okres Levice, einem Teil des Nitriansky kraj, gehört.

## Geographie
Die Gemeinde befindet sich am östlichen Rand des Hügellands Hronská pahorkatina innerhalb des slowakischen Donautieflands, am Bach Nýrica im Einzugsgebiet des Hron. Das Ortszentrum liegt auf einer Höhe von 155 m n.m. und ist 13 Kilometer von Želiezovce sowie 28 Kilometer von Levice entfernt.
Nachbargemeinden sind Tekovské Lužany im Norden und Osten, Farná im Süden, Čaka im Westen und Plavé Vozokany im Nordwesten.

## Geschichte
Málaš wurde zum ersten Mal im Jahr 1156 als Malos schriftlich erwähnt und war Besitz des Graner Erzdiakonats. Um die Wende des 13. zum 14. Jahrhundert tauchen in Urkunden drei Orte auf, wobei ein Kydymalusy genannter Ort, dem Graner Erzbischof gehörte, während die anderen (Puzta Malas und Mendscenthmalasa) Besitz des Landadels waren. 1535 gab es die Orte Nagymálas als Besitz der landadligen Familien Málasy und Kálnay, und Kismálas, zu diesem Zeitpunkt unbewohnt. 1601 standen 18 Häuser im Ort, 1720 wohnten 14 Steuerzahler hier, dazu gab es eine Freibank und Gaststätte, 1828 zählte man 61 Häuser und 397 Einwohner, die als Landwirte beschäftigt waren.
Bis 1918 gehörte der im Komitat Bars liegende Ort zum Königreich Ungarn und kam danach zur Tschechoslowakei beziehungsweise heute Slowakei. Ein Brand im Jahr 1920 zerstörte die örtliche Brennerei. Auf Grund des Ersten Wiener Schiedsspruchs lag der Ort 1938–1945 noch einmal in Ungarn.

## Bevölkerung
| Jahr                | 1994 | 2004    | 2014     | 2024    |
| ------------------- | ---- | ------- | -------- | ------- |
| Anzahl der Personen | 563  | 554     | 469      | 495     |
| Unterschied         |      | −1,59 % | −15,34 % | +5,54 % |

| Jahr                | 2023 | 2024    |
| ------------------- | ---- | ------- |
| Anzahl der Personen | 486  | 495     |
| Unterschied         |      | +1,85 % |

Nach der Volkszählung 2011 wohnten in Málaš 493 Einwohner, davon 302 Slowaken, 180 Magyaren, drei Roma und zwei Tschechen. Sechs Einwohner machten keine Angabe zur Ethnie.
387 Einwohner bekannten sich zur römisch-katholischen Kirche, 19 Einwohner zur Evangelischen Kirche A. B., 12 Einwohner zur reformierten Kirche, sechs Einwohner zur griechisch-katholischen Kirche, vier Einwohner zu den christlichen Gemeinden, drei Einwohner zu den Zeugen Jehovas, zwei Einwohner zur altkatholischen Kirche und ein Einwohner zu den Brethren. 43 Einwohner waren konfessionslos und bei 16 Einwohnern wurde die Konfession nicht ermittelt.

## Bauwerke
- römisch-katholische Kirche Jungfrau Maria im neogotischen Stil aus dem Jahr 1907[6]